# Dammtjärnen (Anundsjö socken, Ångermanland)
Dammtjärnen är en sjö i Örnsköldsviks kommun i Ångermanland och ingår i Gideälvens huvudavrinningsområde.